# Alció del paradís de Biak
L'alció del paradís de Biak (Tanysiptera riedelii) és una espècie d'ocell de la família dels alcedínids (Alcedinidae) que habita la selva, prop de corrents fluvials, de l'illa de Biak, a prop de la costa occidental de Nova Guinea.